# Cozonac
Cozonac(romanès: [kozoˈnak]) o Kozunak (en búlgar: козунак [kozuˈnak]) és un pa especial de llevat dolç, tradicional al sud-est d’Europa, Romania, Bulgària i Sèrbia, Macedònia, Grècia, etc. Ric en ous, llet i mantega, generalment es prepara per Setmana Santa a Romania, Sèrbia, Bulgària i sobretot per a totes les festes majors (Nadal, Setmana Santa, Cap d'Any) a Romania i Moldàvia. El nom prové de la paraula grega per a hair-коса / kosa, o grec: ϰοσωνάϰι kosōnáki, una forma diminutiva de ϰοσώνα kosṓna.
Cozonac va ser el dolç escollit per representar Romania a la iniciativa Café Europe de la presidència austríaca de la Unió Europea, el Diada d'Europa del 2006.

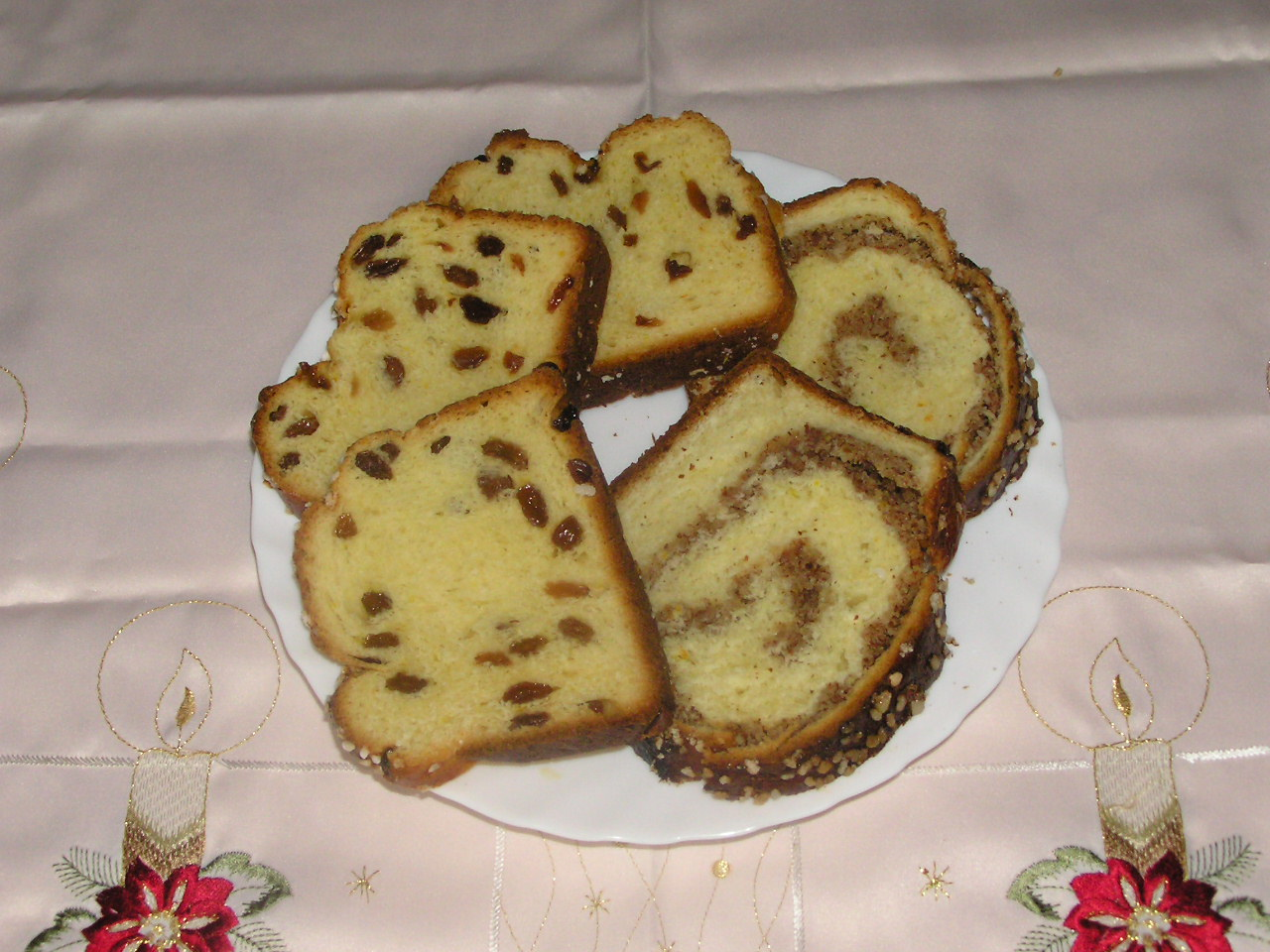
Un cozonac amb panses, i un altre amb nous

## Ingredients i preparació
La massa és molt similar a tota Romania. Els principals ingredients són farina, llet, sucre, ous, mantega, llevat, i s'acostuma a afegir-hi un gust agradable amb ratlladura de llimona o de taronja.
Quant a la forma, pot ser quadrangular o arrodonit, llis o trenat. Pot tenir farciment o no.
Si conté farciment, aquest pot consistir en fruits secs, nous, llavors de roselles, panses, delícies turques, fruita seca confitada, formatge fresc dolç, cacau, confitura, lokum o combinacions dels anteriors, etc.
En general, els cozonacs trenats no tenen farciment per si mateixos, i només trossos de fruites confitades, fruits secs, delícies turques o panses incrustades a la massa.
A Moldàvia, els cozonacs són arrodonits i alts (anomenats «babe», velles en romanès), sense farciment, fets amb fins a 20 ous, mantega, ratlladura de llimona i/o taronja, essència de rom i vainilla i, a vegades, panses.